# Roknäs
Roknäs is een stadje (tätort) binnen de Zweedse gemeente Piteå. Veel dorpen en de rivieren die erdoorheen stromen delen hun naam. De naam Roknäs doet vermoeden dat het aan de rivier Rokån zou liggen. Dat is echter niet het geval; het ligt eerder op de oevers van de Kleine Piterivier. Roknäs ligt aan de monding en wel bijna aan de Svensbyfjärd, een binnenmeer, waar een badgelegenheid aanwezig is. Aan de overzijde van de Kleine Piterivier ligt Sjulsnäs.

## Verkeer en vervoer
Bij de plaats loopt de Länsväg 373.
Bestuurscentrum: Piteå
Tätort: Bergsviken · Blåsmark · Böle · Hemmingsmark · Hortlax · Jävre · Lillpite · Norrfjärden · Roknäs · Rosvik · Sikfors · Sjulsmark · Svensbyn. 
Småort: Arnemark · Bertnäs · Bertnäs · Edet  · Grundvik · Holmträsk · Koler · Kopparnäs · Långträsk · Maran en Skatan · Näsudden en Berget · Nybyn · Ön · Pålberget · Pite havsbad · Storsund · Svedjan en Träsket · Liden · (Yttrefjärd östra strandbad)
Overig: Borgfors · Flötuträsk · Granträskmark · Gråträsk · Högsböle · Högsböleskiftet · (Infjärden) · Jävrebodarna · Klubbfors · Kvarnbäcken · Långnäs · Munksund · Pitsund · Sjulnäs